# Ratpoto IV de Cham
Ratpoto IV de Cham (1034 - 15 de outubro de 1080), conde de Passau e senhor feudal do Castelo de Cham.

## Relações familiares
Foi casado com Matilde de Kastl, de quem teve:
1. Ida de Cham (1060 - setembro de 1101), casada em 1065 com Leopoldo II da Áustria (1050 - 12 de outubro de 1095), filho de Ernesto da Áustria (c. 1027 - 10 de junho de 1075) e de Adelaide da Mísnia (c. 1040 - 26 de janeiro de 1071).